# Адер, Бас Ян
Бас Ян Адер (настоящее имя — Бастиан Иохан Кристиан Адер, нидерл. Bastiaan Johan Christiaan «Bas Jan» Ader) (19 апреля 1942, Винсхотен, Гронинген — 9 июля 1975, Атлантический океан) — голландский художник и фотограф.

## Биография
Бас Ян Адер родился 19 апреля 1942 года, вырос в небольшом городке Дриеборг в провинции Гронинген. Родители Адера были кальвинистами, отец погиб в 1944 году от руки нацистов при оказании помощи евреям, спасавшимся от Холокоста.
После войны Адер обучался как в художественной школе в Амстердаме, так и за рубежом, в частности, в США — в колледже искусства и дизайна Отиса (1965 год), а также в 1967 году получил степень магистра изящных искусств в университете Клэрмонта. Позднее также обучался в колледже Сан-Антонио и Университете Калифорнии.

## Творчество
В 1961 году Адер впервые выставляет несколько своих работ в трех галереях в Вашингтоне и получает хвалебные отзывы в The Washington Post. Далее последовала череда персональных выставок в ряде галерей США. Адер обретает известность как на американском континенте, так и у себя на родине, в Голландии.
Основная часть его работ — это разнообразные перформансы, а также фотографии (часто фиксирующие сами перформансы) и видео.
Одной из самых известных работ художника остается I’m too sad to tell you - 3-минутный ролик (а также фотографии), запечатлевший, как художник плачет по неизвестной причине.
Тревога, меланхолия, ошибка, падение, безысходность — таковы основные процессы, интересующие Адера: широко известна также серия фотографий, посвященных его перформансу, во время которого Адер падал с велосипеда в канал — своеобразная фиксация процесса падения, ошибки. Таким образом, фиксация и исследования процессуальности являются одними из ведущих в его искусстве.
Еще одним известным проектом является журнал Landslide, выпускавшийся Адером совместно с его другом Уильямом Лэвитом в 1969—1970 годах. В частности, в нем публиковались интервью с вымышленными художниками или их такие же вымышленные работы. Журнал, с одной стороны, являясь сатирической реакцией на концептуальное искусство, с другой стороны — по сути является произведением такового.
Еще одной знаменитой серией фотографий является «В поисках прекрасного (Одна ночь в Лос-Анджелесе)», созданная в 1973 году. На фотографиях Адером запечатлены одинокие фигуры на улицах Лос-Анджелеса. По задумке художника, серия должна была выстроиться как триптих — две остальные части Адер предполагал снять при пересечении Атлантического океана и у себя дома, в Нидерландах.

## Исчезновение в Атлантическом океане
9 июля 1975 года Бас Ян Адер отплыл с мыса Кейп Код на парусной лодке «Океанская волна», планируя пересечь Северную Атлантику за два с половиной месяца в одиночку. Спустя 3 недели радиосвязь с ним была потеряна, а через 9 месяцев его лодку обнаружили испанские рыбаки в 100 морских милях от западного побережья Ирландии.
Исчезновение Адера стало предметом спекуляций — поскольку его тело не было найдено, до сих пор остается неизвестным, что случилось с художником и причины его предполагаемой смерти.

## Другие источники
- Dalstra, Koos; Marion, van Wijk (2017). Bas Jan Ader: Discovery File 143/76. Los Angeles: New Documents. ISBN 978-1-927354-10-0
- Dumbadze, Alexander (2013). Bas Jan Ader. Chicago: University of Chicago Press. ISBN 978-0-226-03853-7
- Andriesse, Paul (1988). Bas Jan Ader. Kunstenaar/Artist. Amsterdam: Stichting Openbaar Kunstbezit. ISBN 978-90-6515-063-9